# فيكسين

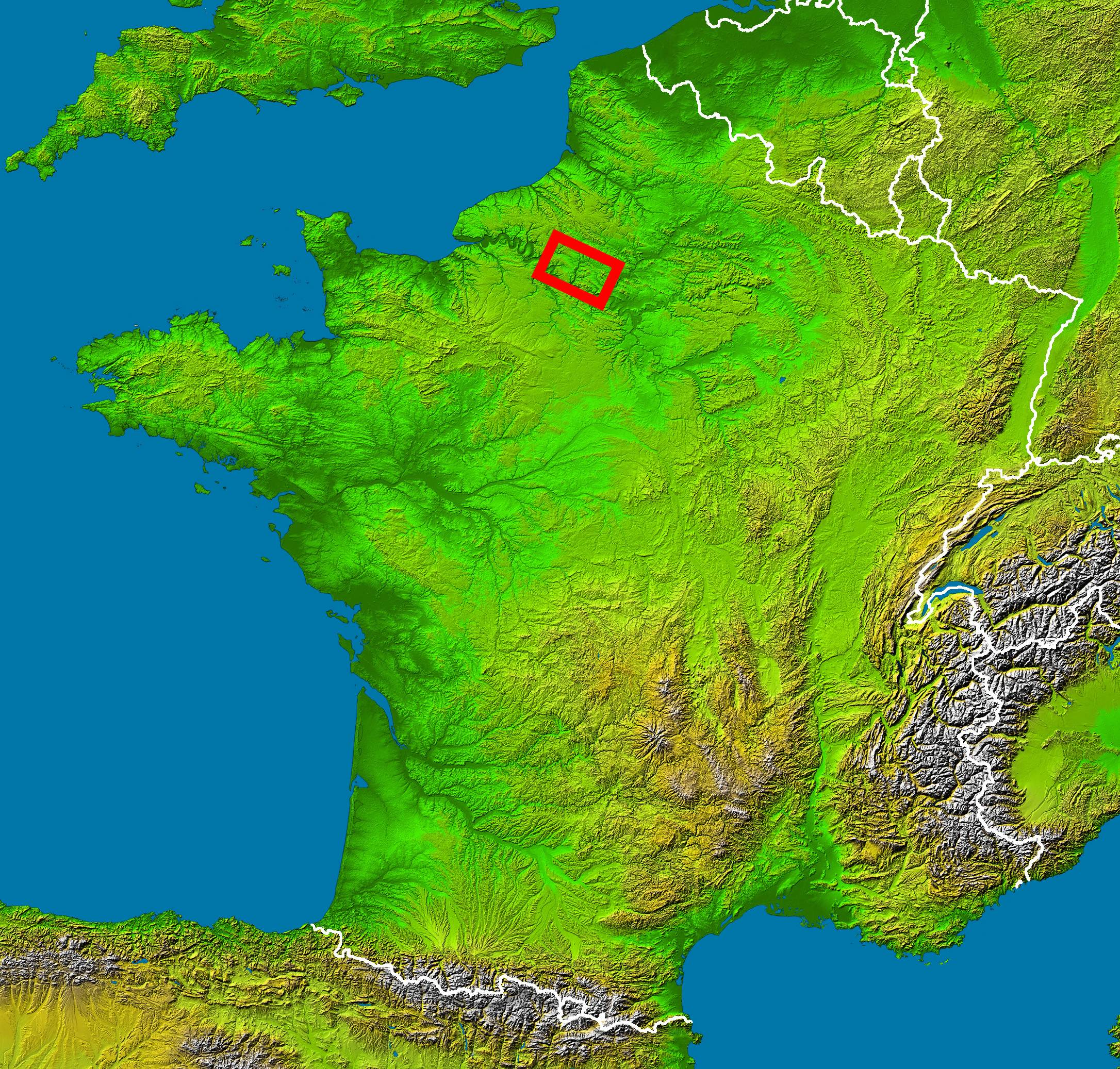
خريطة لفرنسا تظهر موقع منطقة فيكسين القديمة.

فيكسين هي كونتية قديمة في شمال غرب فرنسا، تقع على الهضبة الخضراء للضفة اليمنى لنهر السين، وتشمل المنطقة من الشرق للغرب بين بونتواز وروميلي سور أنديه (حوالي 20 كم قبل روان)، ومن الشمال للجنوب بين أونويل ونهر السين بالقرب من فيرنون. ويمر عبرها أنهار إبت وأنديه.